# Municipio de Goodrich (Iowa)
El municipio de Goodrich (en inglés: Goodrich Township) es un municipio ubicado en el condado de Crawford en el estado estadounidense de Iowa. En el año 2010 tenía una población de 322 habitantes y una densidad poblacional de 3,45 personas por km².

## Geografía
El municipio de Goodrich se encuentra ubicado en las coordenadas 42°5′6″N 95°22′52″O / 42.08500, -95.38111. Según la Oficina del Censo de los Estados Unidos, el municipio tiene una superficie total de 93.28 km², de la cual 93,27 km² corresponden a tierra firme y (0,01 %) 0,01 km² es agua.

## Demografía
Según el censo de 2010, había 322 personas residiendo en el municipio de Goodrich. La densidad de población era de 3,45 hab./km². De los 322 habitantes, el municipio de Goodrich estaba compuesto por el 96,89 % blancos, el 1,55 % eran de otras razas y el 1,55 % eran de una mezcla de razas. Del total de la población el 3,42 % eran hispanos o latinos de cualquier raza.